# Der Silberkönig, 2. Teil - Der Mann der Tat
Der Silberkönig, 2. Teil - Der Mann der Tat è un film muto del 1921 prodotto e diretto da Erik Lund

## Produzione
Il film fu prodotto dalla Ring-Film GmbH (Berlin) e dalla Delta-Film GmbH (Berlin).

## Distribuzione
Il visto di censura porta la data del 21 agosto 1921. Il film uscì nelle sale cinematografiche tedesche dopo essere stato presentato in prima il 2 settembre a Berlino.